# جون وايت (سياسي أمريكي)
جون وايت (بالإنجليزية: John White)‏ هو سياسي أمريكي، ولد في 1 نوفمبر 1975 في واشنطن العاصمة في الولايات المتحدة.